# 雅楽-gagaku
『雅楽-gagaku』（ががく）はPS COMPANYから2002年10月31日に発売された雅-miyavi-のインディーズ・ファースト・アルバム。

## 解説
- 初回限定盤は特殊ジャケット仕様で通常盤と価格が異なる。
- PS MUSIC発足時（2005年11月23日）再発売予定だったが急遽延期。
- その後、2006年6月21日に再発売された。

## 収録曲
- 全作詞・作曲：雅-miyavi-

1. 二十歳記念日
2. コインロッカーズベイビー
3. 腐れ外道へ。
4. Night in girl
5. Girls,be ambitious
6. オレ様思考
7. ガリ勉ロック
8. ♪の手紙"ONPU-NO-TEGAMI"
9. 植物人間Mのテーマ
10. ボーナス・トラック(Dear...fromxxx)